# Aingeray
Aingeray település Franciaországban, Meurthe-et-Moselle megyében. Lakosainak száma 538 fő (2022. január 1.). Aingeray Fontenoy-sur-Moselle, Liverdun, Villey-Saint-Étienne és Bois-de-Haye községekkel határos.

## Népesség
A település népességének változása:
| Lakosok száma | 397  | 417  | 585  | 600  | 552  | 558  | 543  | 520  | 531  | 538  |
|               | 1968 | 1982 | 1990 | 2006 | 2013 | 2015 | 2017 | 2019 | 2020 | 2022 |